# Deutschland (Schiff, 1924)
Die Deutschland, manchmal zur Unterscheidung von anderen Schiffen mit dem Namen Deutschland auch als Deutschland IV bezeichnet, war ein für den Linienverkehr über den Atlantik gebautes Dampfschiff der deutschen Reederei HAPAG, welches ursprünglich 183,73 Meter lang und 24,0 Meter breit, und mit 20.602 BRT vermessen war. Die Versenkung durch einen britischen Luftangriff im Jahr 1945 forderte viele Todesopfer.

## Einsatz
Die Deutschland entstand als eines von vier Schiffen zusammen mit der Albert Ballin, sie lief am 28. April 1923 bei Blohm & Voss in Hamburg vom Stapel und absolvierte ihre Jungfernfahrt ab dem 27. März 1924 zuerst nach Southampton und dann nach New York. 1929 wurde die Maschinenanlage erneuert und dadurch die Geschwindigkeit von 16 auf 19 Knoten erhöht. 1933 wurde die Deutschland auf 197 Meter verlängert und mit 21.046 BRT neu vermessen. An Bord waren Kabinen für 180 Passagiere der ersten Klasse, 400 der zweiten Klasse und 935 der dritten Klasse. Der Doppelschraubendampfer hatte zwei Schornsteine und vier Masten.
Im Jahre 1940 wurde sie zunächst als Wohnschiff der Kriegsmarine in Gotenhafen genutzt. In den Verwundeten- und Flüchtlingstransporten über die Ostsee 1945 brachte sie etwa 70.000 Flüchtlinge aus Ostpreußen und Westpreußen nach Westen.
Im April 1945 wurde die Deutschland zum Lazarettschiff umgebaut und man begann, das Schiff weiß anzustreichen. Die Farbe reichte jedoch nur noch für die Schornsteine aus, von denen auch nur einer einseitig ein Rotes Kreuz erhielt. 

## Versenkung
Am 3. Mai 1945 wurde sie in der Lübecker Bucht vor Neustadt durch denselben britischen Luftangriff versenkt, bei dem auch die Cap Arcona und die Thielbek versenkt wurden. Bei den Angriffen der britischen Flugzeuge wurden am 3. Mai insgesamt 23 Schiffe versenkt und 115 Schiffe beschädigt.
Das Wrack der Deutschland wurde 1948 gehoben und verschrottet.